# Conservatisme (optimisation)
Pour les articles homonymes, voir Conservatisme (homonymie).
En optimisation, introduire du conservatisme dans un problème d'optimisation {\displaystyle A} consiste à introduire un problème d'optimisation {\displaystyle B}, généralement plus simple à résoudre que {\displaystyle A}, et dont la résolution permet d'obtenir une solution admissible (éventuellement sub-optimale) au problème initial {\displaystyle A}. On dit alors que {\displaystyle B} est une version conservative de {\displaystyle A}. L'absence de solution à {\displaystyle B} ne permet cependant pas de conclure sur la faisabilité du problème initial {\displaystyle A}. Pour le dire autrement, une solution admissible au problème {\displaystyle B} implique l'existence d'une solution admissible au problème {\displaystyle A}, mais la réciproque n'est pas vérifiée,.

## Définition
Le conservatisme est une notion dont la définition formelle est souvent relative à son contexte d'utilisation. Par exemple, si {\displaystyle B_{1}} et {\displaystyle B_{2}} sont deux problèmes d'optimisation de même dimension cherchant à résoudre un même problème initial {\displaystyle A}, on dit généralement que {\displaystyle B_{1}} est moins conservatif que {\displaystyle B_{2}} si {\displaystyle {\mbox{sol}}(B_{1})}, l'ensemble des solutions admissibles de {\displaystyle B_{1}}, occupe un volume plus grand que {\displaystyle {\mbox{sol}}(B_{2})}, l'ensemble des solutions admissibles de {\displaystyle B_{2}}. Formellement :
	En particulier, cela ne signifie pas forcément que résoudre {\displaystyle A} via {\displaystyle B_{1}} soit toujours avantageux par rapport à {\displaystyle B_{2}} suivant où sont situés les ensembles {\displaystyle {\mbox{sol}}(B_{1})} et {\displaystyle {\mbox{sol}}(B_{2})}. De plus, la comparaison en terme de volume n'a pas forcément de sens dans tous les contextes (par exemple ce volume est toujours nul en optimisation discrète). On compare parfois uniquement les ensembles solutions en terme d'inclusion, soit {\displaystyle {\mbox{sol}}(B_{2})\subseteq {\mbox{sol}}(B_{1})}. Dans ce cas, on peut dire que le problème {\displaystyle B_{1}} relaxe le conservatisme du problème {\displaystyle B_{2}}.

## Exemple
avec {\displaystyle F_{ij}} des fonctions affines à valeur dans l'espace des matrices symétriques réelles, c'est-à-dire de la forme
où {\displaystyle E_{ijk}=E_{ijk}^{\top }\in \mathbb {R} ^{p\times p}} pour tout {\displaystyle (i,j,k)}.
Ce problème A est connu pour être particulièrement difficile à résoudre. Il est néanmoins possible d'introduire du conservatisme dans sa formulation afin de le résoudre à l'aide de techniques d'optimisation SDP, par exemple en trouvant un tel {\displaystyle x} solution via les problèmes B1, B2 ou B3,.
Trouver une solution à un seul de ces problèmes d'optimisation fournit une solution au problème A. En général, le problème d'optimisation B3 est considéré comme moins conservatif que le problème d'optimisation B2, lui-même étant moins conservatif que le problème d'optimisation B1. Dans tous les cas, ne pas trouver de {\displaystyle x} solution aux problèmes B1, B2 et B3 n'exclut pas qu'une solution existe au problème A.